# Peter Wallin
Peter Wallin, född 22 augusti 1725 i Ljungby, död 5 maj 1805 i Falkenberg var borgmästare i Falkenberg 1776-1795.
Wallin studerade vid Lunds universitet. Han var postmästare i Falkenberg 1757-1795 och blev rådman 1766. Han representerade staden vid ståndsriksdagarna 1765–1766 och 1778–1779. Hans bror Andreas Wallin representerade även han staden i ståndsriksdagen.